# Lionel Esparza
 (mai 2020).
Si vous disposez d'ouvrages ou d'articles de référence ou si vous connaissez des sites web de qualité traitant du thème abordé ici, merci de compléter l'article en donnant les références utiles à sa vérifiabilité et en les liant à la section « Notes et références ».
Lionel Esparza, né à Tonnerre (Yonne) le 4 août 1969, est un producteur de radio français. Il a fait l’essentiel de sa carrière sur l’antenne de France Musique (groupe Radio France).

## Formation
Après des études de piano, Lionel Esparza obtient ses prix au CNR de Boulogne dans les classes d’Anne Le Forestier (solfège), Pierre Grouvel (harmonie) et Naji Hakim (analyse), ainsi qu’au CNSMD de Paris chez Michaël Levinas (analyse). Titulaire d’une maîtrise de musicologie (sur le compositeur Louis Saguer, soutenue à l’université Paris IV-Sorbonne), licencié en lettres modernes (Paris VII-Jussieu), il est également professeur agrégé « d’éducation musicale et chant choral ».

## Activités
Après avoir travaillé deux saisons au festival Présences, Lionel Esparza entre à France Musique en 1996. Il y fait ses classes auprès d’Anne-Charlotte Rémond, Thierry Beauvert, Olivier Bernager et Jean-Pierre Derrien.
Pierre Bouteiller, alors directeur de France Musique, lui confie en 1999 son premier magazine (A côté de la plaque). Il anime par la suite toute une série d’émissions parmi lesquelles En attendant la nuit (2001-2004) ou Le Magazine de France Musique (2008-2015). Il a été responsable de la matinale de cette antenne pendant trois ans (Deux sets à neuf, 2005-2008) et a plus récemment créé le ClassicClub, diffusé en direct tous les soirs depuis l’hôtel Bedford, à Paris (2015-2019).
Il a par ailleurs participé à de nombreux autres programmes : Matin des musiciens, Plages, Grands entretiens (de Cecilia Bartoli, Daniel Barenboim, William Christie, Michel Tabachnik, Olivier Baumont) et a été chargé de la coordination de journées spéciales (Marie-Nicole Lemieux, Barbara Hannigan, Patricia Petibon…).
Il a également animé pendant 10 saisons (2010-2020) une séance critique hebdomadaire (le Club des critiques) qui a eu comme piliers Renaud Machart, Christian Merlin ou Richard Martet.
Entre 2019 et 2025, il collabore au mensuel Opéra Magazine avec une chronique mensuelle : En lisant, en écrivant. Membre de divers jurys et concours, il est régulièrement appelé comme rédacteur, animateur ou conférencier par de nombreuses institutions (Philharmonie de Paris, Théâtre du Châtelet, Radio France, Festival d’Automne, Arts Florissants…).
Depuis septembre 2019, il présente une émission de programmation, Relax!, chaque après-midi sur l’antenne de France Musique. 

## Publications
- L’esprit du poker, Zones / La Découverte, 2014.
- La Discothèque idéale de France Musique (ouvrage collectif), Gründ, 2020.
- Le génie des Modernes, Premières Loges, 2021.
- Stravinsky, Equateurs, 2022.
- Glenn Gould, Equateurs, 2023 (Prix de l’essai du Prix littéraire des musiciens 2024).

## Distinctions
- Chevalier des Arts et des Lettres (2011)[2].